# Go Won-hee
Go Won-hee (고원희?, Go Won-huiLR, Ko Wŏn-hǔiMR; 12 settembre 1994) è un'attrice sudcoreana.

## Biografia
Go si diploma alla Hanlim Multi Art School del distretto di Songpa, per poi laurearsi in Teatro e Cinema all'Università Chung-Ang. Inizia la sua carriera nel 2011 apparendo negli spot televisivi, diventando la più giovane modella mai apparsa nelle pubblicità di Asiana Airlines l'anno seguente. Per qualche tempo è apprendista idol, prima di decidere dii non perseguire la carriera musicale; avrebbe fatto altrimenti parte delle Fiestar. In seguito cambia cognome da Kim a Go per omonimia con la collega Kim Won-hee, e si dedica alla recitazione, apparendo in drama e film cinematografici. Nel 2015, si unisce al cast dello sketch show Saturday Night Live Korea.

## Vita privata
Il 7 ottobre 2022 si è sposata con un imprenditore in un hotel di Seul.

## Filmografia

### Cinema
- Seomjib-agi (섬집아기?), regia di Park Sang-yeon (2011)
- Mihwag-in dong-yeongsang: Jeoltae click geumji (미확인 동영상: 절대클릭금지?), regia di Kim Tae-kyung (2012)
- Jjirasi: Wiheomhan somun (찌라시: 위험한 소문?), regia di Kim Gwang-sik (2014)
- Gyeongseonghakgyo: Sarajin sonyeodeul (경성학교: 사라진 소녀들?), regia di Lee Hae-young (2015)
- Han-gang blues (한강블루스?), regia di Lee Moo-young (2016)
- Heundeullineun mulgyeol (흔들리는 물결?), regia di Kim Jin-do (2016)
- Merry Christmas Mr. Mo (메리크리스마스 미스터모?, Meri Keuriseumaseu miseuteo MoLR), regia di Im Dae-hyung (2016)
- Geokjeongmar-a-yo (걱정말아요?), regia di So Joon-moon, Shin Jong-hoon e Kim Tae-kyun (2017)
- Joe manh-eun sonyeo (죄 많은 소녀?), regia di Kim Ui-seok (2018)

### Televisione
- Sumakjang (수목장?), regia di Park Kwang-chun – miniserie TV, 2 episodi (2012)
- Gungjungjanhoksa - Kkotdeur-ui jeonjaeng (궁중잔혹사 – 꽃들의 전쟁?) – serie TV (2013)
- Medical Top Team (메디컬탑팀?, Medikeol tap timLR) – serie TV (2013)
- Gwisinboneun hyeongsa, Cheo-yong (귀신보는 형사, 처용?) – serie TV (2014)
- Go-yang-ineun ittda (고양이는 있다?) – serie TV (2014)
- Wang-ui eolgul (왕의 얼굴?) – serie TV, 4 episodi (2015)
- Neoreul saranghan sigan (너를 사랑한 시간?) – serie TV (2015)
- Byeor-i dwoe-eo binnari (별이 되어 빛나리?) – serie TV, 129 episodi (2015)
- Choegang baedalkkun (최강 배달꾼?) – serie TV (2017)
- Al sudo inneun saram (알 수도 있는 사람?) – serie TV (2017)
- Eurachacha Waikiki (으라차차 와이키키?) – serie TV (2018)
- Dangsin-ui house helper (당신의 하우스헬퍼?, Dangsin-ui ha-useu helpeoLR) – serie TV (2018)
- Perfume (퍼퓸?, PeopyumLR) – serie TV (2019)
- Kkotpadang: Joseonhondamgongjakso (꽃파당: 조선혼담공작소?) – serie TV (2019)
- Yubyeolla! Mun chef (유별나! 문셰프?, Yubyeolla! MunsyepeuLR) – serie TV (2020)
- Okay gwangjamae (오케이 광자매?) – serie TV (2021)
- Algo-itjiman, (알고있지만,?) – serie TV (2021)
- Love to Hate You (연애대전?, Yeon-ae daejeonLR) – serie TV (2023)
- King the Land - Un sorriso sincero (킹더랜드?) – serie TV (2023)

### Webserie
- Queen-ka maker (퀸카메이커?, Kwinka me-ikeoLR) – webdrama (2018)

## Videografia
Go Won-hee è apparsa nei seguenti videoclip:
- 2011 – "Only Learned Bad Things" dei B1A4
- 2012 – "Such a Man"  di Ne;MO
- 2013 – "One Spring Day" dei 2AM
- 2014 – "Empty" dei Winner
- 2017 – "It's Still Beautiful" degli Highlight

## Riconoscimenti
| Anno | Premio             | Categoria                                                      | Opera nominata          | Risultato       |
| ---- | ------------------ | -------------------------------------------------------------- | ----------------------- | --------------- |
| 2015 | KBS Drama Awards   | Premio all'eccellenza, miglior attrice in un drama giornaliero | Byeor-i dwoe-eo binnari | Candidato/a     |
| 2017 | Korea Drama Awards | Miglior nuova attrice                                          | Choegang baedalkkun     | Vincitore/trice |